# 卡尼亞里斯區
6°02′48″S 79°16′06″W / 6.0468°S 79.2684°W
卡尼亞里斯區（西班牙語：Distrito de Cañaris），是秘魯的一個區，位於該國西北部蘭巴耶克大區的費雷尼亞費省，始建於1951年2月17日，面積284.9平方公里，海拔高度2,421米，2005年人口12,691，人口密度每平方公里45人。